# باشگاه فوتبال هوفنهایم ۲
تیم باشگاه فوتبال هوفنهایم ۲ تیم ذخیره باشگاه فوتبال آلمانی هوفنهایم است که در هوفنهایم ، بادن-وورتمبرگ مستقر است. این تیم برای اولین بار در فصل 2025-2026 به دسته سوم لیگ 3 صعود کرد.
پس از هفت فصل حضور در اوبرلیگا که به تدریج فصل به فصل پیشرفت می‌کرد، این تیم پس از کسب عنوان قهرمانی در سال ۲۰۱۰، به لیگ منطقه‌ای جنوب (Regionalliga Süd) صعود کرد. با انحلال لیگ منطقه‌ای جنوب در سال ۲۰۱۲، هوفنهایم ۲ به بخشی از لیگ منطقه‌ای جنوب غرب (Regionalliga Südwest) جدید تبدیل شد.   